# Top Line
Top Line (Brasil: O Tesouro Do Ovni ) é um filme italiano dos gêneros aventura e ficção científica lançado em 1988. 

## Sinopse
Ted Angelo, um jornalista e escritor ítalo-americano está em Cartagena, na Colômbia, para apurar informações sobre os tesouros arqueológicos aztecas e escrever um livro. Ao se deparar com um rico artefato azteca nas mãos de um nativo, acaba descobrindo uma trilha nas montanhas que o levará a uma aventura inacreditável, envolvendo uma autêntica espaçonave alienígena - abandonada há 500 anos - na até então desconhecida caverna onde está o tesouro azteca.

## Elenco
- Franco Nero - Ted Angelo
- George Kennedy - Heinrich Holzmann
- Deborah Moore - June
- Mary Stavin - Maureen De Havilland
- William Berger - Alonso Kintero
- Shirley Hernandez - Juanita
- Rodrigo Obregón - Robô